# 経済的、社会的及び文化的権利に関する国際規約
経済的、社会的及び文化的権利に関する国際規約（けいざいてき、しゃかいてきおよびぶんかてきけんりにかんするこくさいきやく、英語: International Covenant on Economic, Social and Cultural Rights、ICESCR）は、1966年12月16日、国際連合総会によって採択された、社会権を中心とする人権の国際的な保障に関する多国間条約である。
同月19日にニューヨークで署名のため開放され、1976年1月3日に効力を発生した。
日本語では社会権規約（しゃかいけんきやく）と略称される。同時に採択された市民的及び政治的権利に関する国際規約（自由権規約、B規約）に対してA規約と呼ばれることもあり、両規約（及びその選択議定書）は併せて国際人権規約と呼ばれる。
自由権規約が締約国に対し即時的な実施を求めているのに対し、本規約は、締約国に対し、権利の実現を「漸進的に達成」することを求めている（第2条）。

## 沿革
本規約は、1948年の世界人権宣言採択後、1954年まで国連人権委員会において起草作業が進められた。同年の第10回会期において国連総会に規約案が提出され、その後国連総会の第3委員会において逐条審議が行われた上で、1966年の第21回国連総会で全部の審議を終えた。そして、同年12月16日の本会議で、自由権規約、同選択議定書とともに採択され、社会権規約は賛成105、反対なしの全会一致で可決された（決議2200 (XXI) A）。社会権規約の発効には35か国の批准・加入が必要とされていたが、その要件を満たし、1976年1月3日に発効した。
2021年12月現在、本規約の署名国は71か国、締約国は171か国である。

## 人権保障の内容

### 民族自決権
本規約は、第1条で、民族自決権を規定し、また、天然の富及び資源に対する人民の権利を規定している。この点は、個人の人権だけを規定した世界人権宣言と異なっている。これは、1960年以降、国際社会の多数派を占めるようになった第三世界諸国が、民族自決は人権享有の前提条件であると主張するようになったことを反映したものである。

### 締約国の義務
締約国は、「立法措置その他のすべての適当な方法によりこの規約において認められる権利の完全な実現を漸進的に達成するため」、「行動をとることを約束する」とされている（第2条1）。
ただし、開発途上国は、「人権及び自国の経済の双方に十分な考慮を払い」、経済的権利をどの程度まで外国人に保障するかを決定することができるとしている（第2条3）。
また、締約国は、本規約に定める権利について、権利の性質と両立し、かつ民主的社会における一般的福祉を増進することを目的している場合に限り、法律によって制限することができるとされている（4条）。
そして、国、集団、又は個人がこの規約において認められる権利の破壊の目的とする活動や行為を行う権利を容認する規約の規定の解釈を許さず、（第5条第1項）「いずれかの国において法律、条約、規則又は慣習により認められる基本的人権については、この規約がそれを認めないこと、またはその認める範囲がより狭いことを理由に、これらの権利を制限し、又は侵すことは許されない。」（第5条第2項）を明記する。

### 個別的人権規定
本規約は、第3部（第6条〜第15条）において、次のように個別的な人権を保障している。
第6条
労働の権利。自由に選択又は承諾する労働によって生計を立てる機会を得る権利。
第7条
公正かつ良好な労働条件を享受する権利。公正な賃金、いかなる差別もない同一価値労働同一賃金、男女の平等、労働者及び家族の相応な生活を保障する報酬。安全かつ健康的な作業条件。昇進の機会均等。休息、余暇、労働時間の合理的制限、有給休暇、公の休日についての報酬の支払。この第7条は2006年の国際連合経済社会理事会の総括所見によって職業政策に関する国際労働条約第122号も踏まえた『ディーセント・ワーク』と解釈されなくてはならないことが示された。
第8条
団結権（労働組合の結成・加入権）。労働組合の活動の自由。各国の法律に従うことを条件に、争議権（ストライキの権利）。
第9条
社会保険その他の社会保障についての権利。
第10条
家族に対する保護・援助。婚姻が両当事者の自由な合意に基づくこと。産前産後の母親に対する保護。働いている母親に対する休暇の付与。児童・年少者に対する保護・援助。
第11条
相当な生活水準に対する権利。飢餓から免れる権利。食糧の生産・分配の改善。食糧の輸入国及び輸出国の双方の問題に考慮を払い、需要との関連において世界の食糧の供給の均衡な分配を確保。
第12条
到達可能な最高水準の身体及び精神の健康を享受する権利。乳幼児死亡率の削減、伝染病、風土病、職場病の予防と治療。病気の場合すべての者に医療及び看護を確保する条件の創出。
第13条
教育についての権利。教育が人格の完成及び人格の尊厳についての意識の十分な発達を指向し、人権と基本的自由の尊重を強化すること。初等教育の義務化・無償化。中等教育の機会付与と無償教育の漸進的導入。高等教育を受ける機会均等と無償教育の漸進的導入。基礎教育の奨励・強化。奨学金制度、教育職員の物質的条件の改善。父母の私立学校選択の自由、宗教的・道徳的教育の確保の自由。
第14条
無償の初等義務教育のための行動計画の策定。
第15条
文化的な生活に参加する権利。科学の進歩及びその利用による利益を享受する権利。自己の科学的、文学的又は芸術的作品により生ずる精神的及び物質的利益が保護されることを享受する権利。

## 実施措置
締約国による社会権規約の履行を確保するための実施措置として、後述のとおり国家報告制度が設けられている。
本規約上は、国連経済社会理事会が実施機関として規定されており（16条）、当初は経社理に設けられた会期内作業部会が締約国からの報告の審査に当たっていた。しかし、それでは審査がなおざりになりがちであったことから、1985年5月28日の経社理決議（1985/17）により作業部会を改組して経済的、社会的及び文化的権利委員会（社会権規約委員会）が設置され、1987年から活動を開始した。同委員会は、18名の専門家から成り、委員の任期は4年である。年2回の会期（それぞれ3週間の本会議及び1週間の予備的作業部会）をジュネーヴで開いている。
また、委員会は、本規約の規定の解釈について一般的意見を表明する。
国家報告制度（16条）
国家報告制度とは、人権条約の締約国が、条約上の義務の履行状況を実施機関に報告する制度である。
本規約の締約国は、定期的に、「この規約において認められる権利の実現のためにとった措置及びこれらの権利の実現についてもたらされた進歩に関する報告」を提出しなければならない（16条1）。初回の報告は、本規約の受諾から2年以内に、その後は5年ごとに提出することとされている。社会権規約委員会は、各報告書の審査を行い、「最終所見」の形で締約国に対する懸念と勧告を表明する。
個人通報制度（選択議定書）
個人通報制度とは、人権条約に定める権利を侵害された個人が、実施機関に通報を行うことができる制度である。
2008年12月10日、国連総会で、社会権規約委員会に個人通報を受理する権限を与える社会権規約の選択議定書が全会一致で採択され（決議A/RES/63/117）、2009年署名のため開放された（2013年に発効）。

## 締約国
社会権規約の締約国となるためには、(1)署名の上、批准を行うか、(2)加入の手続をとる必要があり、規約は署名又は加入のために開放されている。批准・加入したときは、批准書・加入書を国連事務総長に寄託する（26条）。
2020年5月現在、署名国は71か国であり、そのうちまだ批准していないのはコモロ、キューバ、パラオ、アメリカ合衆国の4か国である。批准済みの署名国67か国と、加入国を合わせると、締約国は170か国である。

### 日本
日本は、1978年5月30日、社会権規約及び自由権規約に署名し、1979年6月21日、両規約の批准書を寄託した（同年8月4日、社会権規約は同年条約第6号として、自由権規約は同年条約第7号として公布された）。それにより、同年9月21日、両規約は日本について効力を生じた。
ただし、次のような留保及び解釈宣言を行っている。
- 公の休日についての報酬の支払（第7条(d)）、公務員に関してのストライキ権の保障（第8条1(d)）、中等・高等教育についての無償化の漸進的導入（第13条(b)、(c)）の留保
- 「警察の構成員」（第8条2）に消防職員を含むとの解釈宣言

このうち、中等、高等教育についての無償化の漸進的導入については、2012年9月11日に留保の撤廃を国際連合に通告した。
2013年5月17日、経済的、社会的及び文化的権利委員会は、日本の報告書の審査に対する「最終所見」にて、以下の勧告を行った。
- 社会権規約の国内裁判所での直接適応(7)
- 国内人権機関の設立(8)
- 障害者権利条約の批准(12)
- 国際労働条約の強制労働廃止条約（第105号）(14)と差別待遇禁止条約（第111号）(15)の批准
- 最低保障年金制度設立と生活保護受給者に対する汚名を払拭する国民への教育(22)
- 東日本大震災と福島第一原子力発電所事故の被害者に対する救済と差別禁止(24)
- アイヌ語習得を含む日本の先住民族であるアイヌ人の権利(30)